# Péhé
Péhé  è una città e sottoprefettura della Costa d'Avorio appartenente al dipartimento di Toulépleu. Conta una popolazione di 10 835 abitanti (censimento 2014).